# Nofertum

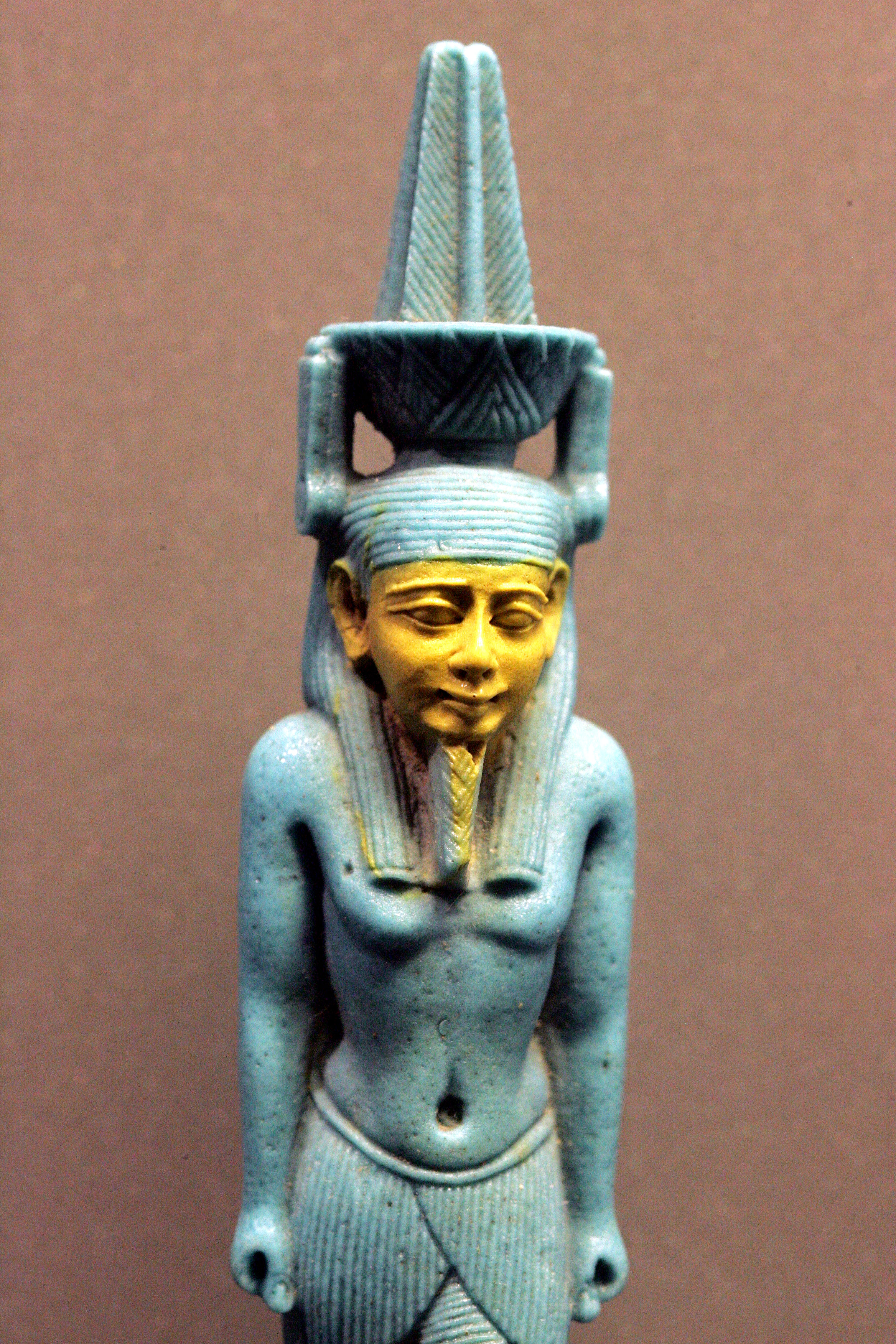
Nofertum

Nofertum ókori egyiptomi isten, Ptah és Szahmet fiaként a memphiszi háromság harmadik tagja. Kultuszközpontja Memphisz volt. Neve jelentése: A mindenség szépsége. Általában az illatszerek isteneként szokták említeni, pedig ő elsősorban a teremtéskor az ősvízből kiemelkedő lótuszvirág ifjú istene.
A hermopoliszi teremtésmítosz szerint kezdetben csak a káosz sötét vize, Nun létezett, egészen addig, amíg egy lótuszvirág ki nem emelkedett a mélyéből. Egy erős fénysugár hatására a virág kinyitotta szirmait és a kelyhében egy ifjú isten ült. Kellemes illat szállt fel, és világosság áradt az isteni gyermek testéből, ő volt a teremtő, a Napisten, minden élet forrása. A mítosz szerint mikor a Nap nyugaton lemegy, akkor ebben a lótuszvirágban rejtőzik el, mely újra összecsukódik felette. Reggel, a kinyíló virág újra útjára engedi a Napot, hogy az megtehesse nappali útját a Föld körül. Nofertumot nem csak a kék lótusszal (Nymphaea cerulea) azonosították, hanem magával a Napistennel, Atummal is. Mint Atum egyik megjelenési formáját, gyakran a „Fiatal Tum” névvel illették.
A Piramisszövegekben (PT 266) úgy nevezik, hogy „a lótuszvirág, mely Ré orra előtt van”, ez arra utal, hogy az illattal való kapcsolata egészen korai. A szöveg egy Ré elleni lázadásról mesél, ami még akkor esett meg, mikor a Napisten még gyermek volt. Az ellenségei úgy döntenek, hogy reggel, amikor keleten van, támadást intéznek ellene. Heves küzdelem alakul ki, mely Ré védelmezőinek győzelmével végződik. Egy meglepő részlete ennek a történetnek, hogy Ré a mindent eldöntő ütközetben az orrlyukai alatt egy lótuszvirágot visel.
Előfordult, hogy Nofertumot Rével és Hórusszal is azonosították.
Memphiszben egy hármasság tagjaként tisztelték, mint Ptah és Szahmet gyermeke. Butóban a kobraistennő, Uadzset fiának tartották, Bubasztiszban pedig a macskatermészetű Básztet istennő fiának.

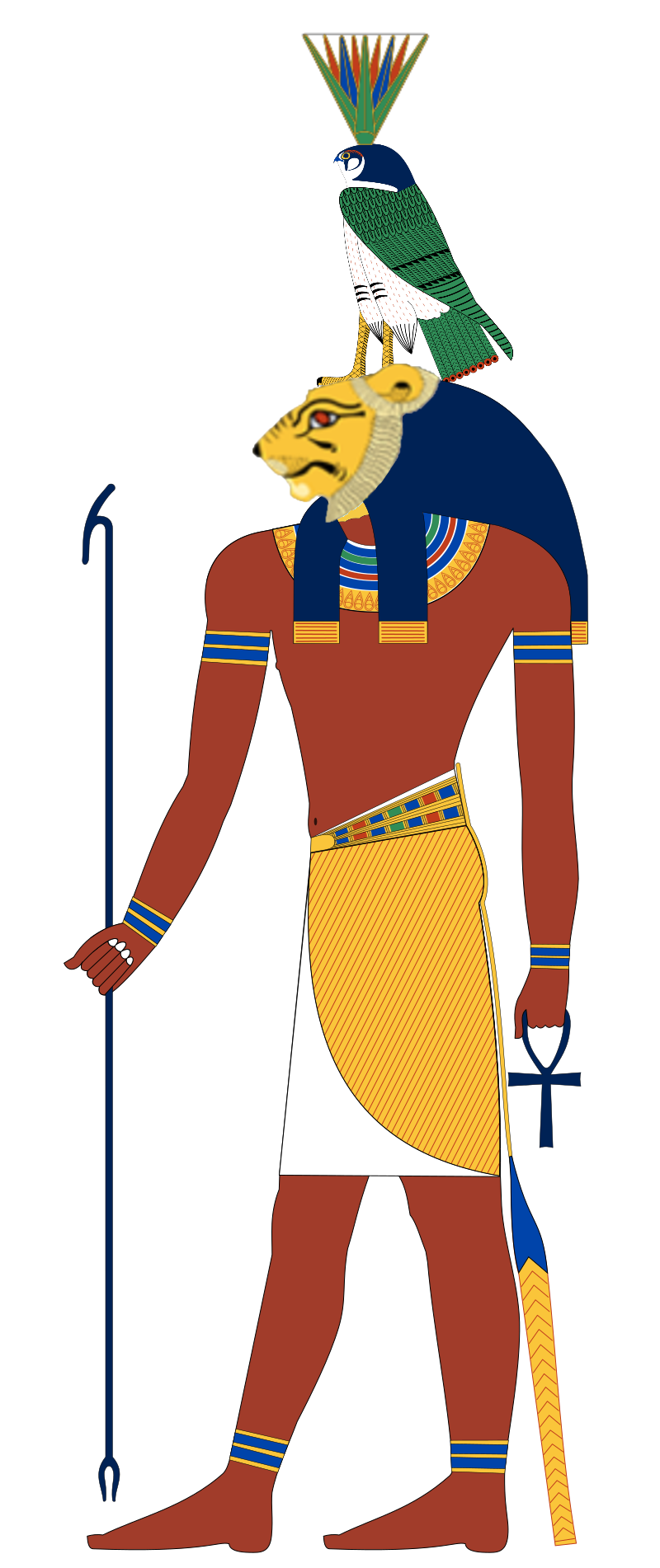
Noferum oroszlánfejjel ábrázolva

## Ábrázolása
Általában férfiként ábrázolják, fején viseli a lótuszvirágot, melyet még kettős tolldísz, valamint két nyakláncellensúly, azaz menat is fokozhat. Általában rövid kötényt visel, kezében gyakran tart khepes-sarlót, ez valószínűleg egyik jelzőjére utal, khener taui – a Két Ország (Felső- és Alsó-Egyiptom) védelmezője. Az ősi teremtésmítoszhoz való kapcsolata miatt lótuszvirágon ülő gyermekként is megjelenítették, ennek a motívumnak egy változata az a fából készült szobor, melyet Tutanhamon sírjában találtak meg. Egy lótuszvirágból kiemelkedő gyermekfejet örökít meg, az istent itt a fáraó arcvonásaival ábrázolják. Ugyanez a jelenet kíséri a HK. 81. fejezetét, melynek címe „mondás a lótusszá váláshoz”. Szimbolikus megjelenítése ez a Napisten mindennapos újra felkelésének és a halott újjászületésének. Az ilyen ábrázolások esetében feltehetőleg Nofertumot és a Napistent azonosítják és valószínűleg az uralkodó is azonosul mindkét istennel.
Szahmethez kapcsolódva Nofertumnak előfordul oroszlánfejű ábrázolása is. Azonosították az oroszlánfejű Mahesszal, akit szintén Szahmet fiának tartottak. Megjelenik még oroszlán hátán állva, valamint oroszlán alakban is, lótusz fejékével.
Nofertumot a lótuszvirággal való kapcsolata miatt nemcsak az újjászületéssel, hanem a szépítkezéssel és a gyógyítással is összekapcsolták.
A harmadik átmeneti korból maradtak fent olyan, a gyermek születésekor készített, amulettként viselt „isteni dekrétumok”, melyek gyakran más, veszélyesnek tartott istenek mellett Nofertum különböző megjelenési formáitól is védelmet ígértek. Ugyanakkor ebből a korszakból is maradtak fenn Nofertumot ábrázoló, bronzból, ezüstből, vagy fajanszból készült védelmező amulettek.
Nofertumra úgy tekintettek, mint a Napisten egyik megjelenési formájára. Egyiptom védelmezője volt, aki pusztító és gyógyító hatalommal egyaránt rendelkezett. Virága, a lótusz, a termékenység és a túlvilági újjászületés szimbóluma, Egyiptom legkedveltebb növényeinek egyike volt.